# Macogny
Macogny je francouzská obec v departementu Aisne v regionu Hauts-de-France. V roce 2011 zde žilo 83 obyvatel.

## Sousední obce
Dammard, Chézy-en-Orxois, Marizy-Saint-Mard, Marizy-Sainte-Geneviève, Monnes, Neuilly-Saint-Front, Passy-en-Valois

## Vývoj počtu obyvatel
Počet obyvatel 